# Малък Трианон
Малкият Трианон (на френски: Le Petit Trianon) е дворец в парка на двореца във Версай, Франция.

## История
Построен е по желание на Луи XV в периода 1762 – 1768. Архитект е Анж-Жак Габриел (Ange-Jacques Gabriel). Дворецът е тясно свързан и с името на Мария-Антоанета. По желание на Мадам дьо Помпадур, една от фаворитките на краля, Луи XV започва строеж на дворец в градината на Версай. Маркиза дьо Помпадур умира 4 години преди да бъде завършен строежът. Готовият дворец започва да се посещава от друга метреса на краля, Мадам дю Бари. Луи XV умира през 1774. Тронът се заема от внука му Луи XVI, който подарява двореца и прилежащата градина на своята съпруга Мария-Антоанета за нейно лично ползване. Тя е единствената кралица, която оставя отпечатък от своя вкус в интериора на Версай. Тук тя устройва „свое място“, където да избяга от строгия етикет на френския двор по онова време. Малкият Трианон ѝ дава възможност за личен живот, далече от интригите в кралския дворец. Мария-Антоанета обичала своя замък, където можела да се върне към удоволствието на обикновеното, лишено от правила и далече от пищността на Версай ежедневие. Никой не можел да влиза в двореца без лично разрешение от кралицата.

## Външен вид
Архитектурата на Малкия Трианон показва прехода между два архитектурни стила – рококо и неокласицизъм. Отвън дворецът е с елегантен, изчистен и оригинален вид и се състои от приземен етаж, първи етаж и мансарда. Гостите са посрещани на първия етаж, където са приемните и апартаментът на кралицата, а на мансардата е бил апартаментът на крал Луи XV. Малкият Трианон е заобиколен отвсякъде с градини и е видим от всички страни. Дворецът е двуетажен куб с по 5 прозореца на всеки етаж на всяка страна. Четирите фасади са различни, като всяка е съобразена с частта от градината, към която гледа. Най-разкошната фасада гледа към френската градина. Най-изчистена от детайли е северната фасада към зеленчукова градина (и разсадник при Луи XV). Фасадата на сградата е от камък с розов нюанс.

## Вътрешен вид
Отвътре сградата е конструирана така, че да позволява минимален контакт между гостите на двореца и прислугата. Бил предвиден дори механизъм за придвижване на маса между приземието и помещението за хранене на първия етаж. Тази идея не е реализирана докрай, но е запазено предвиденото в конструкцията пространство за целия механизъм. Имало е и други интересни и оригинални за времето си хрумвания, измисляни от кралицата и нейните дизайнери. Зелено е цветът на Малкия Трианон.

## Комплекс
Малкият Трианон се състои от дворец и прилежащи градини с постройки:
- френска градина (на френски: Le Jardin français) с френския павилион;
- английска градина (на френски: Le Jardin anglais) с постройките „Белведере“, „храмът на любовта“;
- оцелели постройки от „селцето на кралицата“ (на френски: Le Hameau de la Reine).